# European Processor Initiative
L'European Processor Initiative (EPI, iniciativa per a un processador europeu, en anglès) és un projecte de processador europeu. Es va tractar d'un SoC, de tecnologia RISC basat en nuclis de microprocessador d'arquitectura ARM (tecnologia britànica al moment del llançament del projecte) i dels acceleradors, especialitzats per al càlcul matricial i l'aprenentatge profund (conegut com a deep learning en anglès) així com per a la intel·ligència artificial. Basat en l'arquitectura oberta i lliure RISC-V (Llicència BSD), és un projecte pel programa Horitzó 2020 de la Unió Europea. El processador s'ha concebut amb l'objectiu de que sigui integrat en un supercomputador exaescala, però també per a ser utilitzat en vehicles. La iniciativa és gestionada per un consorci de 27 socis, entre els quals hi ha Atos-Bull, SiPearl, el Barcelona Supercomputing Center, el CEA, Infineon, STMicroelectronics i BMW, repartits entre 10 països europeus.
La iniciativa arrenca l'any 2015, amb l'objectiu de produir un supercomputador amb una capacitat de càlcul d'exaflops per a l'any 2023. La primera fase del projecte arrenca al desembre 2018. A l'estiu 2019, es decideix la part principal de l'arquitectura Al gener 2020 es presenta un primer prototip.
El projecte busca reutilitzar els sistemes existents (ja implementats sota llicència GNU/Linux). El compilador utilitzat està basat en LLVM i és analitzat amb l'ajuda de Compiler Explorer. La biblioteca OpenMP 5.0 servirà per gestionar la complexitat de la tecnologia.
L'anunci del projecte de compra d'ARM per part de Nvidia, una empresa americana, al setembre 2020, implicaria que aquestes tecnologies haurien de seguir regulacions d'exportació dels Estats Units (Office of Foreign Assets Control, OFAC). El procés, tanmateix, hauria trigar diversos mesos.